# Hrabstwo Decatur (Georgia)
Hrabstwo Decatur (ang. Decatur County) – hrabstwo w stanie Georgia, w Stanach Zjednoczonych. Jego siedzibą administracyjną jest Bainbridge.
Hrabstwo należy do nielicznych hrabstw w Stanach Zjednoczonych należących do tzw. dry county, czyli hrabstw gdzie decyzją lokalnych władz obowiązuje całkowita prohibicja.

## Geografia

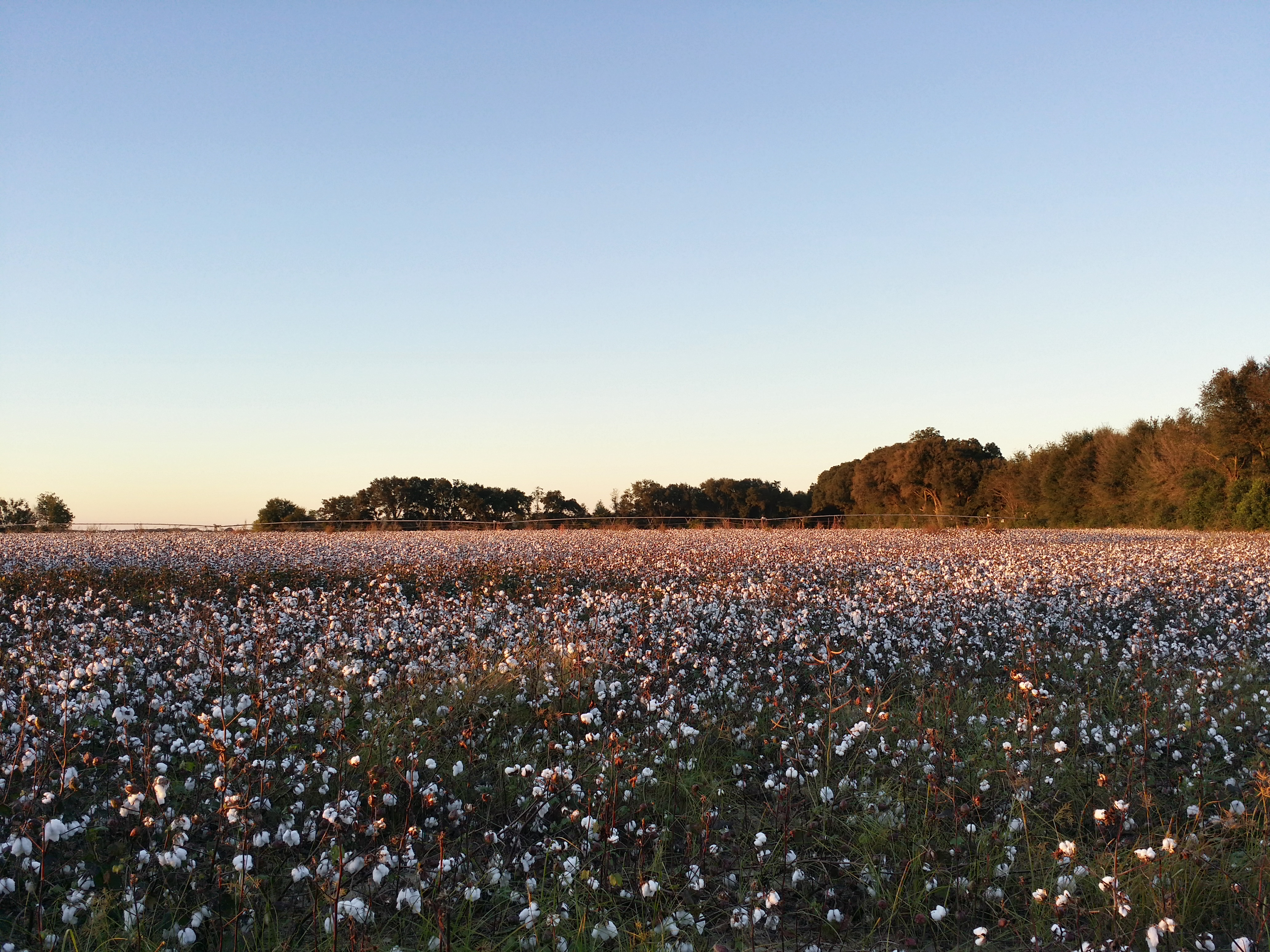
Pole bawełny w hrabstwie Decatur

Według spisu z 2000 roku obszar całkowity hrabstwa obejmuje powierzchnię 623,16 mil2 (1613,98 km²), z czego 596,80 mil2 (1545,7 km²) stanowią lądy, a 26,36 mil2 (68,27 km²) stanowią wody. W swoim południowo-zachodnim rogu obejmuje wschodnią część Jeziora Seminole.

### Miejscowości
- Attapulgus
- Brinson
- Bainbridge
- Climax

### Sąsiednie hrabstwa
- Hrabstwo Miller, Georgia (północ)
- Hrabstwo Mitchell, Georgia (północny wschód)
- Hrabstwo Baker, Georgia (północny wschód)
- Hrabstwo Grady, Georgia (wschód)
- Hrabstwo Gadsden, Floryda (południe)
- Hrabstwo Seminole, Georgia (zachód)

## Demografia

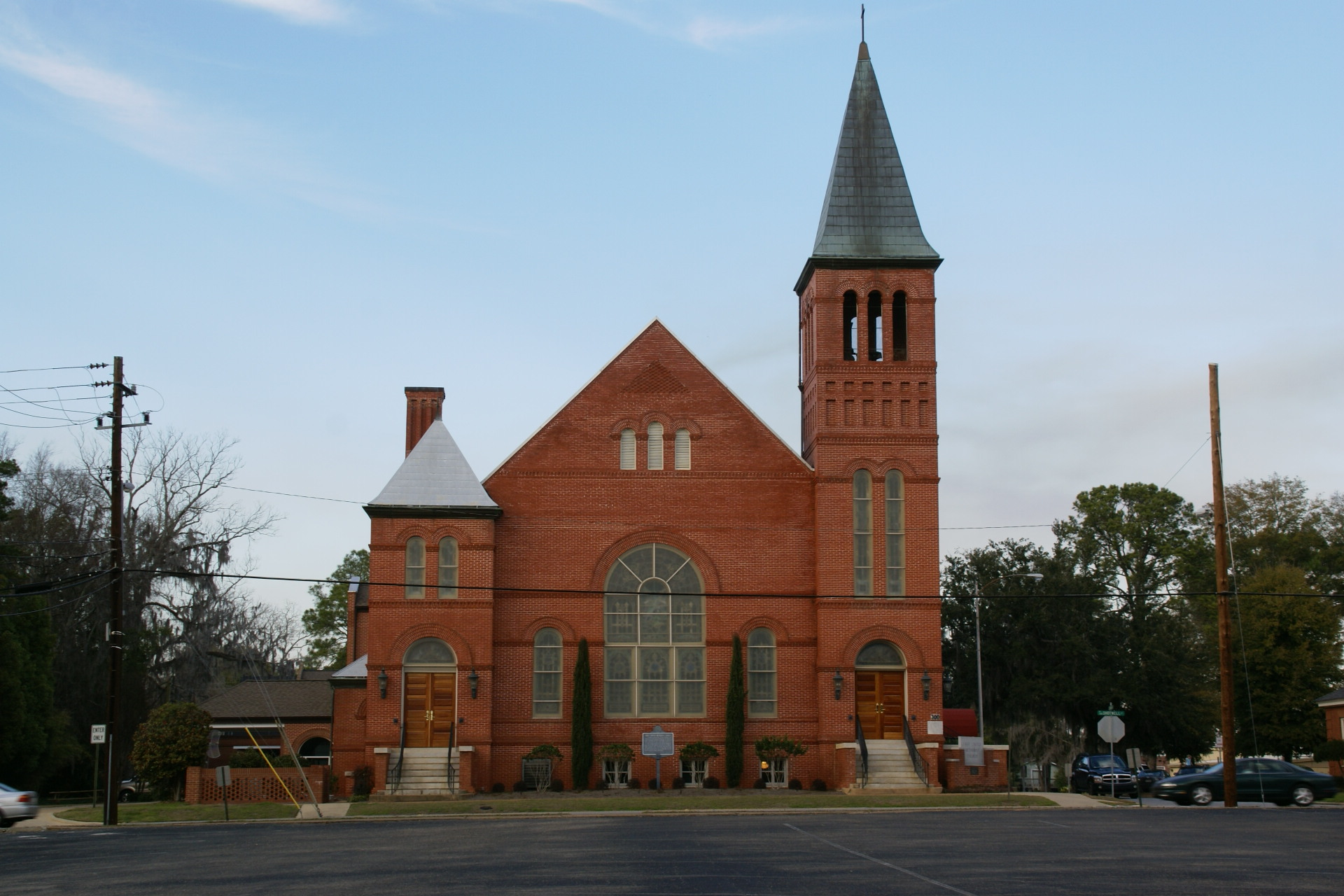
Kościół metodystyczny w Bainbridge

Według spisu w 2020 roku liczy 29,4 tys. mieszkańców, co oznacza wzrost o 5,5% od poprzedniego spisu z roku 2010. 49% populacji stanowią białe społeczności nielatynoskie, 42,7% to Afroamerykanie lub czarnoskórzy i 6,9% to Latynosi.

## Polityka
W wyborach prezydenckich w 2020 roku, 58,1% głosów otrzymał Donald Trump i 41,1% przypadło dla Joe Bidena. 

## Religia
W 2020 roku krajobraz religijny hrabstwa jest zdominowany przez protestanckie wspólnoty baptystów i metodystów. Katolicy, świadkowie Jehowy i mormoni stanowili łącznie 6% populacji. 